# Christian Coulson

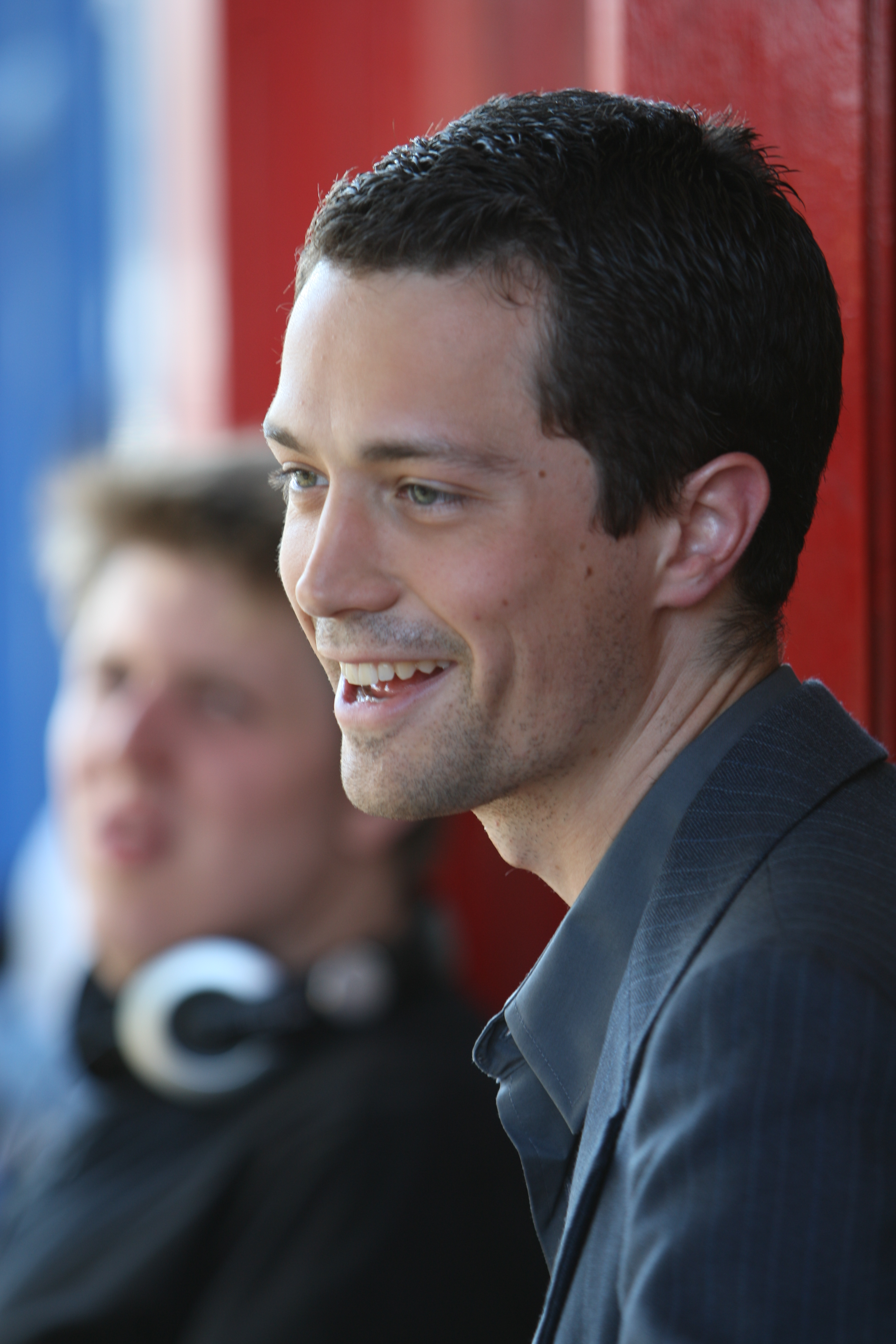
Christian Coulson, 2009

Christian Coulson (* 3. Oktober 1978 in Manchester) ist ein britischer Schauspieler.

## Leben und Karriere
Coulson besuchte die Westminster School in London. Von 1990 bis 1997 war er Mitglied der Jugendorganisation National Youth Music Theatre. Er studierte bis zum Jahr 2000 an der University of Cambridge und schloss erfolgreich mit einem Grad in Englisch ab. Noch während seiner Studiumszeit begann er als Schauspieler aktiv zu werden und wirkte in Bühnenstücken wie Cabaret und Der aufhaltsame Aufstieg des Arturo Ui mit.
Sein bislang bekanntester Filmauftritt war der als Tom Marvolo Riddle alias der junge Lord Voldemort in dem Kinofilm Harry Potter und die Kammer des Schreckens. In dem sechsten Film konnte er die Rolle nicht mehr weiterspielen, da er laut Regisseur David Yates mit damals 29 Jahren schon zu alt war. Daneben wurde er mehrfach in Historienstoffen und Literaturadaptionen wie Die vier Federn, Die Forsyte-Saga oder Agatha Christie’s Marple besetzt.
In der zweiten Hälfte der 2000er-Jahre zog Coulson nach New York City. Der Fokus seiner Schauspieltätigkeit liegt auf dem Theater, wo er in vielen Bühnenproduktionen mitspielte und auch bereits als Regisseur gearbeitet hat. In den USA spielte er in einer Reihe von Independentfilmen und übernahm wiederkehrende Nebenrollen in den Serien Mozart in the Jungle (als Sebastian) und Nashville (als Damien George).

## Filmografie (Auswahl)
- 2001: Love in a Cold Climate (Fernseh-Miniserie)
- 2001: Eine lausige Hexe in Cambridge (Weirdsister College; Fernsehserie, 10 Folgen)
- 2002: Die Forsyte Saga (The Forsyte Saga; Fernseh-Miniserie, 2 Folgen)
- 2002: Harry Potter und die Kammer des Schreckens (Harry Potter and the Chamber of Secrets)
- 2002: The Hours – Von Ewigkeit zu Ewigkeit (The Hours)
- 2002: Die vier Federn (The Four Feathers)
- 2003: Hornblower: Loyalty (Fernsehfilm)
- 2003: Little Britain (Fernsehserie, Folge Hard-Boiled Egg Eating)
- 2003: Charles II: The Power & the Passion (Fernseh-Miniserie, 4 Folgen)
- 2005: Take Me Back (Kurzfilm)
- 2005: Agatha Christie’s Marple (Fernsehserie, Folge Ein Mord wird angekündigt)
- 2005: Beethoven (Fernseh-Miniserie, 2 Folgen)
- 2007: Last Night (Kurzfilm)
- 2010: Gossip Girl (Fernsehserie, Folge Touch of Eva)
- 2011: Wiener & Wiener (Fernsehserie, 4 Folgen)
- 2011: Good Wife (Fernsehserie, Folge Death Row Trip)
- 2012: Gayby
- 2013: The Disappearance of Eleanor Rigby: Him
- 2014: Liebe geht seltsame Wege (Love Is Strange)
- 2015: Eye Candy (Fernsehserie, Folge ICU)
- 2016–2018: Mozart in the Jungle (Fernsehserie, 7 Folgen)
- 2017: Nashville (Fernsehserie, 8 Folgen)
- 2018: The Rainbow Experiment
- 2019: Bite Me
- 2019: Blue Bloods – Crime Scene New York (Blue Bloods; Fernsehserie, Folge Bones to Pick)
- 2020: High Fidelity (Fernsehserie, 2 Folgen)